# Love Streams (álbum)
Love Streams es el octavo álbum de estudio del músico canadiense de música electrónica Tim Hecker, lanzado el 8 de abril de 2016 por 4AD y Paper Bag Records. El álbum fue grabado a lo largo de 2014 y 2015 en Greenhouse Studios en Reikiavik, Islandia, donde se grabaron partes de los dos últimos álbumes de Hecker, Virgins (2013) y Ravedeath, 1972 (2011).

## Antecedentes y grabación
El álbum presenta a Kara-Lis Coverdale y Grímur Helgason, quienes fueron colaboradores en el último álbum de Hecker, Virgins, así como contribuciones del Conjunto Coral Islandés, cuyos arreglos vocales fueron compuestos por el compositor islandés Jóhann Jóhannsson. Hecker afirmó haber pensado en ideas como la «estética litúrgica después de Yeezus» y la «voz trascendental en la era del auto-tune» durante su creación. 

## Recepción de la crítica
Love Streams recibió elogios universales de la crítica. En el sitio de puntuación global Metacritic, el álbum obtuvo una puntuación de 82 sobre 100, lo que indica «aclamación universal».  Pitchfork escribió que «Love Streams marca un cambio sutil en el estilo habitual de Tim Hecker, un giro que se aleja de su confusa marca».  PopMatters le dio al álbum nueve estrellas sobre diez, afirmando que «Love Streams es a la vez familiar y totalmente extraño; una obra de arte que nos recuerda por qué necesitamos el arte en primer lugar».

### Reconocimientos
| Publicación          | Reconocimiento                                | Año  | Puesto | Ref.  |
| -------------------- | --------------------------------------------- | ---- | ------ | ----- |
| Consequence of Sound | Los 50 mejores álbumes de 2016                | 2016 | 17     | [ 5 ] |
| Pitchfork            | Los 20 mejores álbumes experimentales de 2016 | 2016 | -      | [ 6 ] |
| The Quietus          | Álbumes del año 2016                          | 2016 | 51     | [ 7 ] |
| Stereogum            | Los 50 mejores álbumes de 2016                | 2016 | 48     | [ 8 ] |

## Listado de pistas
Todas las canciones escritas y compuestas por Tim Hecker. 
| N.º   | Título                   | Duración |  |
| 1.    | «Obsidian Counterpoint»  | 4:55     |  |
| 2.    | «Music of the Air»       | 4:08     |  |
| 3.    | «Bijie Dream»            | 2:16     |  |
| 4.    | «Live Leak Instrumental» | 2:56     |  |
| 5.    | «Violet Monumental I»    | 4:58     |  |
| 6.    | «Violet Monumental II»   | 3:13     |  |
| 7.    | «Up Red Bull Creek»      | 2:41     |  |
| 8.    | «Castrati Stack»         | 4:01     |  |
| 9.    | «Voice Crack»            | 3:14     |  |
| 10.   | «Collapse Sonata»        | 4:12     |  |
| 11.   | «Black Phase»            | 6:15     |  |
| 42:49 |                          |          |  |

## Personal
- Jóhann Jóhannsson – arreglo coral
- Conjunto coral islandés - coro
- Owen Roberts - director de coro
- Ben Frost - ingeniería de estudio, producción coral adicional
- Kara-Lis Coverdale - teclados
- Paul Corley - mezcla adicional
- Grímur Helgason – instrumentos de viento